# 2014-es európai parlamenti választás Szlovákiában
2014-ben európai parlamenti (EP) választásokat tartottak az Európai Unió (EU) minden tagállamában, így Szlovákiában is. Ez volt a harmadik európai parlamenti választás az ország történetében. 2014. május 24-én 7 és 22 óra között lehetett szavazni. A választás hivatalos jelmondata: „Vedd észre. Tégy érte. Légy része.”
Az EU-ban 2004 óta mindig Szlovákiában volt a legalacsonyabb a részvétel az EP-választáson.

## Választási rendszer
A listás választáson csak pártok és pártszövetségek indulhattak. Az egész ország egy körzetnek számított, a bejutási küszöb 5% volt. Összesen 13 mandátumot osztottak ki. A mandátumok kiosztása úgy történt, hogy az érvényes szavazatok számát elosztották 14-gyel (= 13 mandátum + 1), az így kapott szám az országos szavazatszám. Az 5%-ot elért pártok első körben minden országos szavazatszámnyi érvényes szavazatért kaptak egy mandátumot. Ha így 13-nál több mandátum került kiosztásra, akkor attól a párttól vontak le egy mandátumot, amelynél a  legkisebb szavazatmennyiség maradt ki. A képviselőjelöltek preferenciális szavazással jutottak mandátumhoz. A választáson pártlisták közül egyet lehetett kiválasztani, és a kiválasztott párt listáját tartalmazó szavazólapján legfeljebb két személy neve előtti számot lehetett bekarikázni. Amennyiben valamelyik jelölt az összes leadott pártszavazat 3%-át elérő karikát kapott, a saját pártlistája élére ugrott. A szavazatokkal élre kerülők között a kapott karikák száma alapján állították fel a sorrendet. A karikázás nem volt kötelező.
Az induló pártoknak 1659 eurót kellett letétbe helyezniük egy állami számlán.
A választás lebonyolítását a Központi Választási Bizottság (szlovákul Ústredná volebná komisia, ÚVK) végezte.

## Induló pártok, pártszövetségek
A 2014. március 20-i határidőig rekord számú, összesen 29 párt vagy pártkoalíció adta le a listáját. (Zárójelben a szlovák név és a rövidítés szerepel.)
- A Hét Kiválóság Szlovákia Regionális Pártja[3] (7 Statočných Regionálna Strana Slovenska, 7SRSS)
- A Demokratikus Szlovákia Pártja (Strana Demokratického Slovenska, SDS)
- A Mi Szlovákiánk Néppárt (Ľudová Strana Naše Slovensko, ĽSNS)
- Egyszerű Emberek és Független Személyiségek (Obyčajní Ľudia a Nezávislé Osobnosti, OĽaNO)
- Ellenállás – A Munka Pártja (Vzdor – Strana Práce, V-SP)
- Európai Demokrata Párt (Európska Demokratická Strana, EDS)
- Hajnal (Úsvit)
- Irány – Szociáldemokrácia (Smer – Sociálna Demokracia, Smer–SD)
- Jog és Igazság (Právo a Spravodlivosť, PaS)
- Keresztény Szlovák Nemzeti Párt (Kresťanská Slovenská Národná Strana, KSNS)
- Kereszténydemokrata Mozgalom (Kresťanskodemokratické Hnutie, KDH)
- Közvetlen Demokrácia (Priama Demokracia, PD) – Keresztény Néppárt (Kresťanská Ľudová Strana, KĽS)
- Magnificat Slovakia (MS)
- Magyar Kereszténydemokrata Szövetség (MKDSZ)
- Magyar Közösség Pártja (MKP)
- Modern Szlovákia Pártja (Strana Moderného Slovenska, SMS)
- Most–Híd
- Nemzet és Igazság – A Mi Pártunk (Národ a Spravodlivosť – Naša Strana, NaS–NS)
- Nova – Szlovákia Konzervatív Demokratái (Konzervatívni Demokrati Slovenska, KDS) – Polgári Konzervatív Párt (Občianska Konzervatívna Strana, OKS)
- Polgári Baloldal Pártja (Strana Občianskej Ľavice, SOĽ)
- Polgári Demokrata Párt (Demokratická Občianska Strana, DOS)
- Szabadság és Szolidaritás (Sloboda a Solidarita, SaS)
- Szlovák Demokratikus és Keresztény Unió – Demokrata Párt (Slovenská Demokratická a Kresťanská Únia – Demokratická Strana, SDKÚ-DS)
- Szlovákia Kommunista Pártja (Komunistická Strana Slovenska, KSS)
- Szlovák Nemzeti Párt (Slovenská Národná Strana, SNS)
- Szlovák Néppárt (Slovenská Ľudová Strana, SĽS)
- TIP Párt (Strana TIP, TIP)
- Új Parlament (Nový Parlament, NP)
- Zöldek Pártja (Strana Zelených, SZ)

## Pártlisták
A főbb pártok jelöltjei (félkövérrel szedve a megválasztott képviselők neve):
| Párt | Párt | Párt | Párt | Párt |
| Smer–SD | KDH | Most–Híd | Nova–KDS–OKS | SDKÚ-DS |
| --- | --- | --- | --- | --- |
| 1. Maroš Šefčovič 2. Monika Flašíková-Beňová 3. Monika Smolková 4. Vladimír Maňka 5. Boris Zala 6. Katarína Neveďalová 7. Gabriela Kečkéšová 8. Jozef Štrba 9. Peter Bizovský 10. Alexander Bačík 11. Ján Hrubý 12. Martin Nemky 13. Božena Kováčová | 1. Anna Záborská 2. Miroslav Mikolášik 3. Ján Hudacký 4. Andrej Klapica 5. Martin Dilong 6. Radovan Gondžúr 7. Peter Solár 8. Lýdia Pilková 9. Mária Kaľavská 10. Karol Pastor 11. Martin Novodomec 12. Ivan Šimko 13. Ľuboš Fellner | 1. Simon Zsolt 2. Nagy József 3. František Šebej 4. Bastrnák Tibor 5. Vitkóová Andrea 6. Forró Zoltán 7. Jozef Lohyňa 8. Vladimír Vágási 9. Peter Krajňák 10. Karol Pataky 11. Sárközy Irén 12. Michal Goriščák 13. Cúth Csaba                | 1. Jozef Kollár 2. Jana Žitňanská 3. František Mikloško 4. Ondrej Dostál 5. Juraj Droba 6. Martin Barto 7. Štefan Baláž 8. Rastislav Bielik 9. Peter Geremeš 10. Damián Kováč 11. Juraj Benčík 12. Kornélia Fabišíková 13. Kristína Mišutová | 1. Ivan Štefanec 2. Eduard Kukan 3. Milan Roman 4. Katarína Cibulková 5. Alexander Slafkovský 6. Peter Húska 7. Ján Greššo 8. Ľubomír Batka 9. Katarína Čižmárová 10. Adela Maxonová 11. Jarmila Tkáčová 12. Marek Vargovčák 13. Andrej Kmeť |
| Párt | | | | |
| OĽaNO | MKP | SaS | SNS | ĽSNS |
| 1. Jozef Viskupič 2. Viera Dubačová 3. Oto Žarnay 4. Branislav Škripek 5. Mária Raučinová 6. Vladimír Sirotka 7. Veronika Remišová 8. Stanislav Daniel 9. Vladimír Čaboun 10. Jakub Nvota 11. Stanislav Trnovec 12. Michal Kravčík 13. Maroš Paulini | 1. Csáky Pál 2. Farkas Iván 3. Horony Ákos 4. Domin István 5. Agócs Gergely 6. Nagy Dávid 7. Klenovics Gábor 8. Gergely Papp Adrianna 9. Foglár Gábor 10. Ilko Zoltán 11. Ondová Reiter Flóra 12. Matuszny Katalin 13. Králik Róbert | 1. Ján Oravec 2. Lucia Nicholsonová 3. Richard Sulík 4. Martin Poliačik 5. Petőcz Kálmán 6. Anna Zemanová 7. Paul Viktor Podolay 8. Natália Blahová 9. Štefan Pecen 10. Michal Bróska 11. Richard Marko 12. Andrej Buday 13. Rastislav Masnyk | 1. Andrej Danko 2. Rafael Rafaj 3. Jaroslav Paška 4. Dušan Tittel 5. Eva Antošová 6. Karol Konárik 7. Karol Farkašovský 8. Pavel Kapusta 9. Vladimír Chovan 10. Tomáš Zanovit 11. Pavol Fedor 12. Jaroslav Ridoško 13. Marián Andel          | 1. Martin Beluský 2. Rastislav Schlosár 3. Marek Ďurán 4. Jana Štrangfeldová 5. Ivan Bielik 6. Vladimír Hagara 7. Zuzana Nemogová 8. Martin Kotleba 9. Renáta Mecková 10. Karol Robert Thoma                                                 |
| Párt | | | | |
| TIP | MKDSZ | | | |
| 1. Michal Bubán 2. Ivana Augustínska 3. Aneta Büdi 4. Juraj Tilesch 5. Natália Cintulová 6. Oliver Domaracký 7. Adriana Horníková 8. Ján Hurban 9. Dušan Barlík 10. Gezim Gashi 11. Drahoslav Tkáč 12. Tomáš Pinka 13. Dana Štrassová                | 1. Krivánsky Miklós 2. Pelle Zsanett 3. Bugár Zoltán 4. Vicena Melinda 5. Csicsák Bernadett | | | |

## Közvélemény-kutatások
Az egyes pártok előzetesen becsült eredménye (százalékban):
| Dátum                          | Cég   | Párt    | Párt | Párt     | Párt | Párt    | Párt  | Párt | Párt | Párt | Párt |
| Dátum                          | Cég   | Smer–SD | KDH  | Most–Híd | Nova | SDKÚ-DS | OĽaNO | MKP  | SaS  | SNS  | ĽSNS |
| ------------------------------ | ----- | ------- | ---- | -------- | ---- | ------- | ----- | ---- | ---- | ---- | ---- |
| 2014. február 16–22.           | Polis | 50,5    | 12,9 | 9,8      | N/A  | 8,2     | 7,3   | 4,5  | 4    | N/A  | N/A  |
| 2014. február 26. – március 4. | MVK   | 38,9    | 12   | 4,7      | 7,5  | 6,4     | 8,5   | 5,2  | 5,1  | 4,7  | 3,3  |
| 2014. április vége             | MVK   | 37      | 8,9  | 7,9      | 6,2  | 5,8     | 10    | N/A  | N/A  | N/A  | N/A  |
| 2014. május eleje              | Focus | 37      | 9,1  | 6,4      | 5,6  | 5,9     | 7,3   | 4,7  | 5,1  | 4    | N/A  |

## Előzetes mandátumbecslések
| Dátum                          | Cég   | Párt    | Párt | Párt     | Párt | Párt    | Párt  | Párt | Párt | Párt | Párt |
| Dátum                          | Cég   | Smer–SD | KDH  | Most–Híd | Nova | SDKÚ-DS | OĽaNO | MKP  | SaS  | SNS  | ĽSNS |
| ------------------------------ | ----- | ------- | ---- | -------- | ---- | ------- | ----- | ---- | ---- | ---- | ---- |
| 2014. február 26. – március 4. | MVK   | 6       | 2    | 0        | 1    | 1       | 1     | 1    | 1    | 0    | 0    |
| 2014. április vége             | MVK   | 6       | 2    | 1        | 1    | 1       | 2     | 0    | 0    | 0    | 0    |
| 2014. május eleje              | Focus | 7       | 1    | 1        | 1    | 1       | 1     | 0    | 1    | 0    | 0    |

## Eredmények
A hivatalos végeredmények szerint:
A részvételi arány nagyon alacsony, csak 13,04%-os volt. 8 párt küldhetett képviselőt az EP-be.
|                                                                    | Száma                  | Aránya (%)       |                  |                                       |
| ------------------------------------------------------------------ | ---------------------- | ---------------- | ---------------- | ------------------------------------- |
| Választásra jogosultak                                             | 4 414 433              | 100              |                  |                                       |
| Leadott szavazatok - ebből érvényes - ebből érvénytelen            | 575 876 560 603 15 273 | 13,04 97,35 2,65 |                  |                                       |
| Párt                                                               | Szavazatok             | Szavazatok       | Képviselők száma | Változás az előző parlamenthez képest |
| Párt                                                               | száma                  | aránya (%)       | Képviselők száma | Változás az előző parlamenthez képest |
| Irány – Szociáldemokrácia                                          | 135 089                | 24,10            | 4                | –1                                    |
| Kereszténydemokrata Mozgalom                                       | 74 108                 | 13,22            | 2                | –                                     |
| Szlovák Demokratikus és Keresztény Unió – Demokrata Párt           | 43 467                 | 7,75             | 2                | –                                     |
| Egyszerű Emberek és Független Személyiségek                        | 41 829                 | 7,46             | 1                | +1                                    |
| Nova – Szlovákia Konzervatív Demokratái – Polgári Konzervatív Párt | 38 316                 | 6,83             | 1                | +1                                    |
| Szabadság és Szolidaritás                                          | 37 376                 | 6,67             | 1                | +1                                    |
| Magyar Közösség Pártja                                             | 36 629                 | 6,53             | 1                | –1                                    |
| Most–Híd                                                           | 32 708                 | 5,83             | 1                | +1                                    |
| TIP Párt                                                           | 20 730                 | 3,70             | –                | –                                     |
| Szlovák Nemzeti Párt                                               | 20 244                 | 3,61             | 0                | –1                                    |
| A Mi Szlovákiánk Néppárt                                           | 9 749                  | 1,74             | –                | –                                     |
| Jog és Igazság                                                     | 9 322                  | 1,66             | –                | –                                     |
| Szlovákia Kommunista Pártja                                        | 8 518                  | 1,52             | –                | –                                     |
| A Demokratikus Szlovákia Pártja                                    | 8 378                  | 1,49             | –                | –                                     |
| Nemzet és Igazság – A Mi Pártunk                                   | 7 763                  | 1,38             | –                | –                                     |
| Magnificat Slovakia                                                | 6 646                  | 1,19             | –                | –                                     |
| Európai Demokrata Párt                                             | 3 739                  | 0,67             | –                | –                                     |
| Keresztény Szlovák Nemzeti Párt                                    | 3 631                  | 0,65             | –                | –                                     |
| Modern Szlovákia Pártja                                            | 2 851                  | 0,51             | –                | –                                     |
| Hajnal                                                             | 2 773                  | 0,49             | –                | –                                     |
| A Hét Kiválóság Szlovákia Regionális Pártja                        | 2 696                  | 0,48             | –                | –                                     |
| Zöldek Pártja                                                      | 2 623                  | 0,47             | –                | –                                     |
| Szlovák Néppárt                                                    | 2 590                  | 0,46             | –                | –                                     |
| Közvetlen Demokrácia – Keresztény Néppárt                          | 2 405                  | 0,43             | –                | –                                     |
| Ellenállás – A Munka Pártja                                        | 1 769                  | 0,32             | –                | –                                     |
| Polgári Baloldal Pártja                                            | 1 311                  | 0,23             | –                | –                                     |
| Polgári Demokrata Párt                                             | 1 273                  | 0,23             | –                | –                                     |
| Magyar Kereszténydemokrata Szövetség                               | 1 170                  | 0,21             | –                | –                                     |
| Új Parlament                                                       | 900                    | 0,16             | –                | –                                     |
| Összesen                                                           | 560 603                | 100              | 13               | –                                     |

### Mandátumok az európai parlamenti frakciókban
| Frakció | Frakció                                                 | Mandátum | Pártok                      |
| ------- | ------------------------------------------------------- | -------- | --------------------------- |
|         | Európai Néppárt (Kereszténydemokraták) (EPP)            | 6        | KDH, SDKÚ-DS, MKP, Most–Híd |
|         | Szocialisták és Demokraták Progresszív Szövetsége (S&D) | 4        | Smer–SD                     |
|         | Liberálisok és Demokraták Szövetsége Európáért (ALDE)   | 1        | SaS                         |
|         | Európai Konzervatívok és Reformisták (ECR)              | 1        | OĽaNO                       |
|         | Új párt, még nincs frakciója                            | 1        | Nova – KDS – OKS            |

## Lásd még
- Szlovákiai európai parlamenti képviselők 2014–2019

## Külső hivatkozások
- A 2014. évi európai választásokról a szlovákiai Belügyminisztérium honlapján (szlovákul)
- A 2014. évi európai választásokról Archiválva 2014. március 10-i dátummal a Wayback Machine-ben az EU honlapján (szlovákul)
- Eredmények a Szlovák Statisztikai Hivatal honlapján (szlovákul és angolul)
- A 331/2003. törvény az európai parlamenti választásokról PDF
- Voľby do Európskeho parlamentu – Gov.sk (szlovákul)